# Thảm sát Wounded Knee
Thảm sát Wounded Knee xảy ra vào ngày 29 tháng 12 năm 1890, gần rạch Wounded Knee (tiếng Lakota: Čhaŋkpé OPI Wakpála) trên vùng đất dành riêng cho người Da Đỏ Lakota Pine Ridge ở bang South Dakota.
Ngày trước đó, một biệt đội của Trung đoàn 7 Kỵ binh Mỹ dưới sự chỉ huy của Thiếu tá Samuel M. Whitside đã chặn nhóm Spotted Elk của Miniconjou Lakota và 38 Hunkpapa Lakota gần Porcupine Butte Elk và hộ tống họ 5 dặm (8,0 km) về phía tây tới rạch Wounded Knee, nơi họ cắm trại. Phần còn lại của Kỵ đoàn 7, dưới sự chỉ huy của Đại tá James W. Forsyth, đã đến và bao quanh trại giam. Trung đoàn được hỗ trợ bởi một cụm pháo bốn sơn pháo Hotchkiss.
Vào sáng ngày 29 tháng 12, các đội quân đã đi vào trại để giải giới Lakota. Một phiên bản ghi chép khác về sự kiện tuyên bố rằng trong quá trình giải giáp các Lakota, một người trong bộ lạc bị điếc có tên là Sói Đen miễn cưỡng từ bỏ súng, tuyên bố ông đã phải trả rất nhiều tiền cho nó. Một vụ ẩu đả về khẩu súng trường leo thang, và súng đã nổ khiến cho Trung đoàn kỵ binh 7 nổ súng bữa bãi từ mọi phía, giết chết những người đàn ông, phụ nữ và trẻ em, cũng như một số đồng đội của họ. Các chiến binh Lakota mà vẫn có vũ khí bắt đầu bắn trả lại các binh sĩ tấn công, nhưng những binh sĩ đã nhanh chóng đè bẹp những người Lakota. Những người Lakota còn sống sót chạy trốn, nhưng kỵ binh theo đuổi và giết nhiều người đã không mang vũ khí.
Tại thời điểm vụ đụng độ kết thúc, hơn 200 người đàn ông, phụ nữ và trẻ em của Lakota đã bị thiệt mạng và 51 người bị thương (4 người đàn ông và 47 phụ nữ và trẻ em, một số người trong số họ đã chết sau đó); một con số ước tính đưa ra con số người chết lên đến 300. Hai mươi lăm người lính thiệt mạng, và 39 người bị thương (6 người bị thương sau đó đã chết) Có ít nhất hai mươi binh sĩ đã được trao tặng Huân chương Danh dự. Năm 2001, Đại hội toàn quốc của người Mỹ bản địa đã thông qua hai nghị quyết lên án các giải thưởng và kêu gọi chính phủ Mỹ huỷ bỏ chúng. Chiến trường Wounded Knee đã được đưa vào danh mục danh lam lịch sử quốc gia.